# Trupanea diluta
Trupanea diluta
 es una especie de insecto díptero que Günther Enderlein describió científicamente por primera vez en el año 1911.
Esta especie pertenece al género Trupanea de la familia Tephritidae.